# آيا دي ليون
آيا دي ليون (بالإنجليزية: Aya de Leon)‏ (1967)؛ شاعرة، كاتِبة وروائية أمريكية.